# Фаррингтоніт
Фарринґтоніт, фаррингтоніт — мінерал, фосфат магнію.

## Етимологія та історія
Названий за прізвищем американського геолога О. Фарринґтона (O.C.Farrington), E.R.Du Fresne, S.K.Roy, 1961.

## Опис
Хімічна формула:
- 1. За Є. Лазаренком, К.Фреєм: Mg3[PO4]2.
- 2. За «Fleischer's Glossary» (2004): Mg3[PO4]3.

Містить (%): MgO — 46,0; P2O5 — 54,0.
Сингонія моноклінна. Утворює виділення неправильної форми. Спайність ясна по (100) та (010). Густина 2,8. Колір бурштиново-жовтий, буруватий до білого, воскоподібного. Виявлений у складі силікатної частини метеориту Спрінґуотер, де цементує зерна олівіну.